# Exoprosopa orientalis
Exoprosopa orientalis är en tvåvingeart som beskrevs av Mario Bezzi 1924. Exoprosopa orientalis ingår i släktet Exoprosopa och familjen svävflugor. Inga underarter finns listade i Catalogue of Life.